# Tucaní
Tucaní est le chef-lieu de la municipalité de Caracciolo Parra Olmedo dans l'État de Mérida au Venezuela.